# Otello Bignami
Otello Bignami (Bologna, 6 agosto 1914 – Bologna, 1º dicembre 1989) è stato un liutaio italiano.

## Biografia
Iniziò l'attività di liutaio da violinista, intorno alla metà degli anni 1940, dopo una lunga pratica nell'ambito del restauro del legno. Questa precedente attività professionale gli sarà molto utile nella ricerca del proprio stile e nella formulazione delle proprie vernici.
Fu allievo di Gaetano Pollastri dal 1949 fino alla fine degli anni cinquanta. Il maestro gli concesse la possibilità di indicarlo nelle etichette come proprio allievo. Ciò, comprovante la stima del maestro, fu una premessa al suo successo.
www.eziadilabio.it
I principali riconoscimenti alla sua arte vennero subito dalla Mostra Internazionale di Cremona del 1949, dal primo premio al 3º Concorso Nazionale di Liuteria della Accademia di Santa Cecilia a Roma nel 1956 e dal Concorso Wieniawski di Poznań del 1957 con medaglia d'oro e premio speciale quale "miglior liutaio d'Italia".
In questi anni di successi il suo laboratorio è stato frequentato da importanti musicisti italiani e stranieri, tra cui Aldo Ferraresi e David Oistrakh, che acquistò da lui un violino nel 1969.
Lavorò intensamente e costruì ogni strumento del quartetto classico.
Tra i premi vinti figura anche, successivamente, il "Violino d'oro" della Città di Bagnacavallo (1976) e poco dopo un riconoscimento per la sua particolare dedizione all'insegnamento. Infatti numerosi sono gli allievi ai quali ha insegnato durante gli anni ed ai quali ha consentito di indicarlo come proprio maestro nelle etichette.
In ordine cronologico essi sono:
- Pietro Trimboli (1939-)
- Curzio Rossi (1936-1977)
- Paolo Ansaloni (1948-)
- Franco Samoggia (1938-)
- Luigi Laterrenia (1952-)
- Roberto Regazzi (1956-)
- Paola Malaguti (1957-)
- Felicia Pansini (1952-)
- Gianni Orsini (1938-)
- Barbara Meyer (1959-)
- Ezia Di Labio (1960-)
- Luca Mazzetti (1960-)
- Antonello Gamberini (1961-1991)
- Antonello Adamo (1964-1995)
- Vincenzo Barile (1964-)
- Alvise Cristinelli (1958-)
- Daniele Canu (1955-)
- Alessandro Urso (1963-)
- Bruno Stefanini (1960-)
- Raffaello Stefanini (1954-)
- Sergio Gregorat (1962-)
- Giuseppe Gugole (1954-)
- Giovanna Benzi (1960-)
- Federico Lippi Bruni (1957-)
- Maurizio Spignoli (1958-2007)

L'esperienza di questa scuola è stata determinante per assicurare la continuità della tradizione liutaria bolognese.
Otello Bignami è sepolto nel Campo 1942 della Certosa di Bologna.
Nel centenario dalla nascita il Museo internazionale e biblioteca della musica gli ha dedicato una mostra.
Il comune di Bologna ha intitolato un giardino a suo nome.

## Gli strumenti

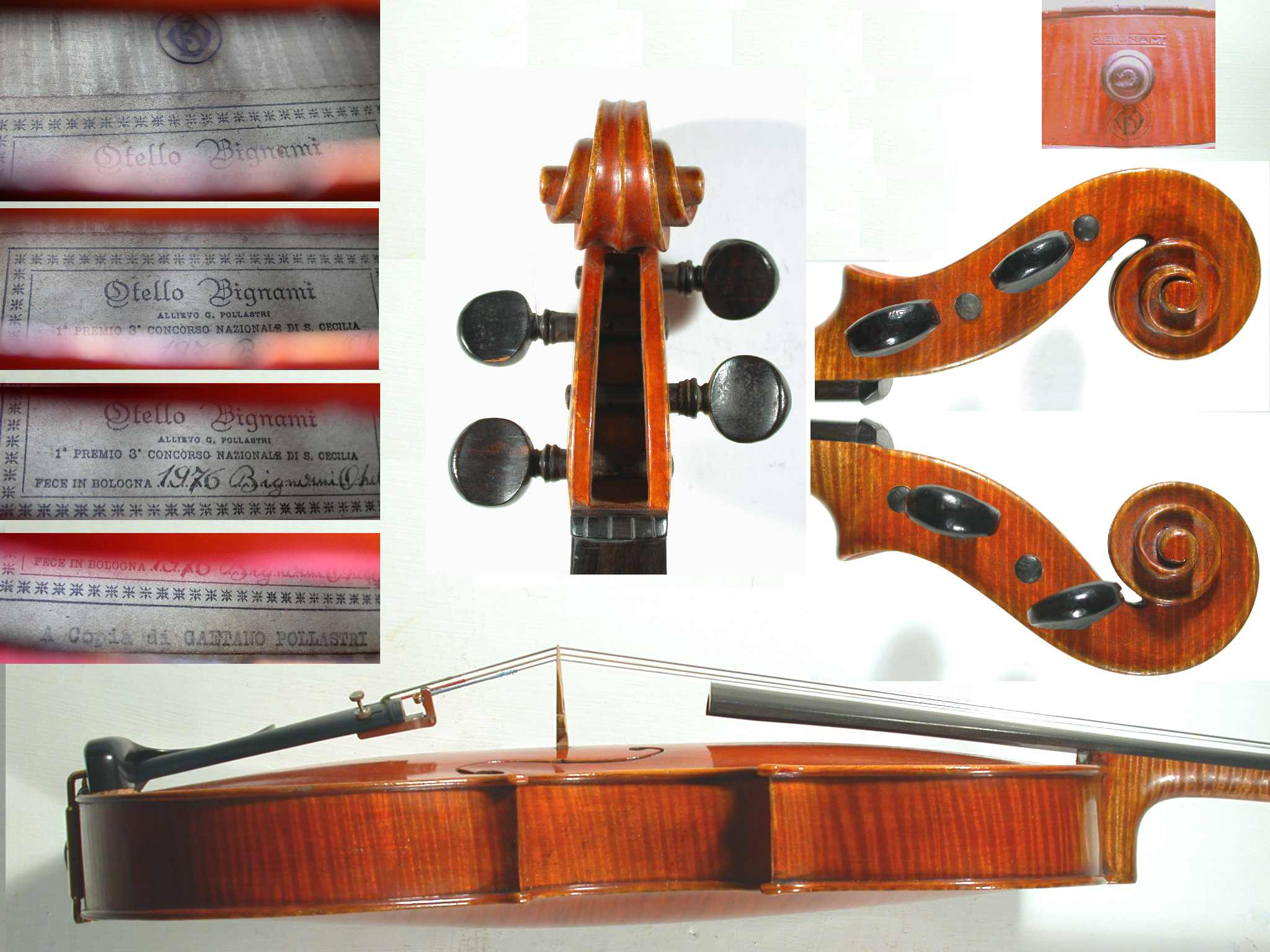
Una viola di Otello Bignami

Ha seguito la tradizione liutaria bolognese classica con i modelli rappresentativi, pur sviluppando un'interpretazione personale che caratterizza fortemente tutto il suo lavoro.
Durante oltre quaranta anni di attività ha costruito un gran numento di strumenti della famiglia dei violini, compresi diversi quartetti (i principali tra il 1975 e il 1977). Nel 1975 e 1976 furono dedicati a Gaetano Pollastri, nel 1977 ad Augusto Pollastri in occasione del centenario della sua nascita.